# اسلام دوگوچیف
اسلام دوگوچیِف (به ترکی استانبولی: Islam Duquçiyev) (به روسی: Ислам Дугучиев) (زادهٔ ۱۵ آوریل ۱۹۶۶) کشتی‌گیر بازنشستهٔ اهل جمهوری آذربایجان است که در دستهٔ سبک‌وزن کشتی فرنگی برای اتحاد شوروی و روسیه رقابت می‌کرد. او یک مدال نقرهٔ بازی‌های المپیک (۱۹۹۲ بارسلون) و نیز چهار مدال طلای مسابقات قهرمانی کشتی جهان را کسب کرده است. او همچنین برندهٔ دو مدال طلای مسابقات قهرمانی کشتی اروپا (۱۹۹۰، ۱۹۹۳) است. دوگوچیف در المپیک ۲۰۰۰ سیدنی نیز برای جمهوری آذربایجان رقابت کرد که به مقام ششم رسید.